# KOI-2474
KOI-2474 é uma estrela localizada a cerca de 1.605,7 anos-luz de distância a partir da Terra. Ela é uma estrela variável. Esta estrela é notável por possivelmente hospedar um exoplaneta, o KOI-2474.01, que se for confirmado o planeta tem grandes chances de ser habitável.